# Космодром

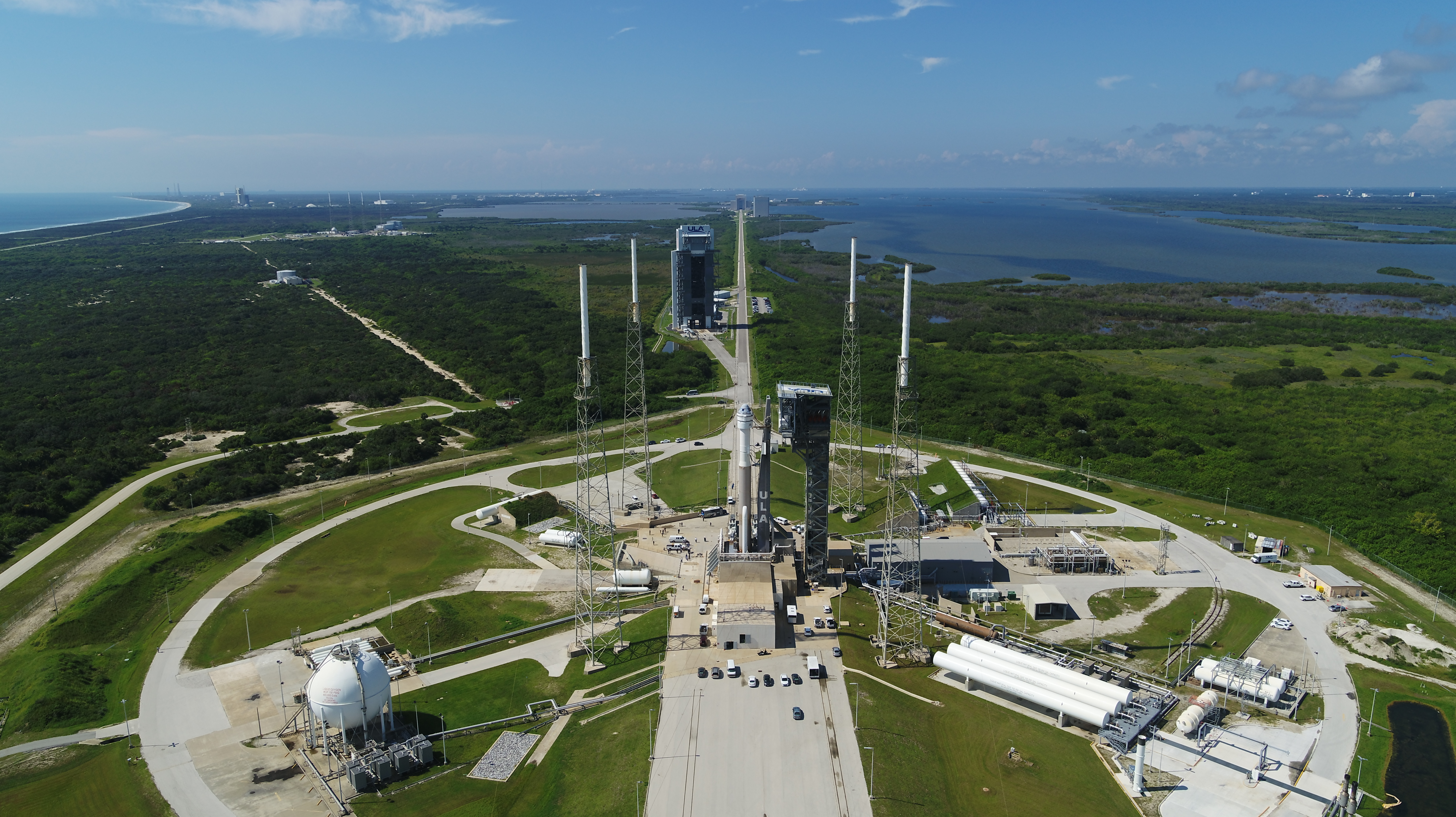
Стартовий комплекс 41 космодрому на Мисі Канаверал

Космодр́ом — територія, на якій розміщується комплекс споруд, призначений для запуску космічних апаратів у космос. Назва створена за аналогією з аеродромом для літаків. Зазвичай космодроми займають велику площу і розташовані на віддалі від густонаселених місць, щоб при падінні ступенів ракет-носіїв не завдати пошкоджень населеним пунктам або сусіднім стартовим майданчикам.
Найвигідніше розташування космодрому — на екваторі, щоб стартуючий носій міг якнайповніше використовувати енергію обертання Землі. Ракета-носій при запуску з екватора може заощадити приблизно 10 % палива в порівнянні з ракетою, яка стартує з космодрому північніше або південніше екватора. Крім того, той самий носій може вивести на орбіту дещо більше навантаження. З екватора можливий запуск на орбіту з будь-яким нахилом. Оскільки на екваторі небагато держав, здатних запускати ракети в космос, з'явилися проєкти космодромів морського базування.

## Розташування
Наземні космодроми будуються якомога ближче до екватора чи полюсів у малонаселених регіонах. Розташування надає відповідно переваги в запусках у площині екліптики чи в виведенні апаратів на орбіту, що проходить над полюсами Землі.
Історично космічні програми були тісно пов'язані з розробкою міжконтинентальних балістичних ракет, тому декілька центрів розробки та випробування балістичних ракет пізніше стали космодромами. Через політичний ризик, пов'язаний як з розробкою ракет, так і з випробуванням орбітального космічного запуску, кілька космодромів спочатку було створено таким чином, що їхнє точне розташування могло залишатися неоднозначним.

### Космодроми в Європі
У континентальній Європі розташовано всього два космодроми, зокрема Плесецьк (РФ) та новозбудований у 2023 році космодром Andoya (Норвегія).

### Космодроми в Україні

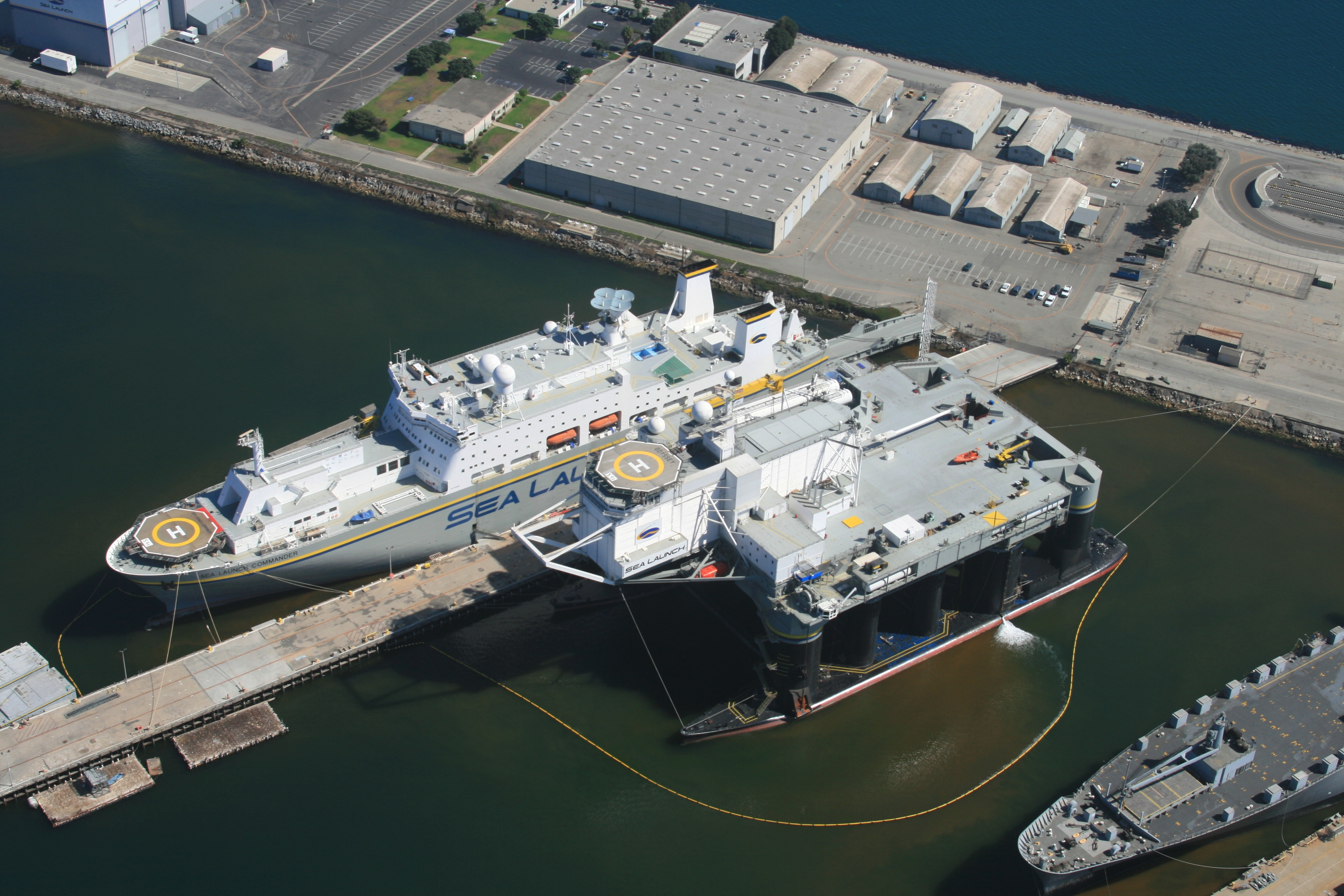
Стартова платформа «Одіссей» програми «Морський старт»

Україна не має власних космодромів на своїй території. В 1995—2014 роках Норвегія, Україна, Росія та США використовували морську стартову платформу «Одіссей» у Британській Колумбії для програми «Морський старт». Платформа застосовувалася для екваторіальних запусків комерційних корисних навантажень на українських ракетах Зеніт-3SL.
Будівництво космодрому в Україні ускладнене вимогами до такого об'єкта. Зокрема, необхідна велика безлюдна територія — не менше 500 км під трасою польотів ракет-носіїв, і відсутність важливих народногосподарських об'єктів 200 км обабіч цієї траси. Це обмеження можливо обійти за умови використання ступенів ракет-носіїв, які керовано повертаються на Землю, а не просто скидаються після відпрацювання.
Український космодром може розташовуватися на узбережжі Чорного моря на межі Одеської та Миколаївської областей. Така пропозиція прозвучала на установчій конференції Всеукраїнського об'єднання інноваційно-космічних кластерів у січні 2022 року.